# Augías (Laconia)
Augías o Augeas (en griego, Αυγείαι) es el nombre de una antigua ciudad griega de Laconia, que fue mencionada por Homero en el catálogo de las naves de la Ilíada.
Estrabón dice que era la misma ciudad que en su tiempo se llamaba Egeas.
Pausanias coincide con Estrabón en que el nombre de la ciudad había cambiado, pero con una pequeña variación, ya que la llama Egias, la ubica a treinta estadios de Gitio y sitúa en ella una laguna, un templo y una estatua de Poseidón. Existía la superstición de que aquellas personas que pescaran peces de la laguna se convertirían en pez pescador.
Se ha sugerido que debió estar en el lugar llamado Palaiochora, situado aproximadamente a 8 km de Gitio.